# Казаков Михайло Ілліч
Михайло Ілліч Казаков (нар. 9 жовтня 1901, село Великуша Нікольського повіту Вологодської губернії, тепер Кічмензько-Городецького району Вологодської області, Російська Федерація — 25 грудня 1979, місто Москва) — радянський військовий діяч, командувач Південної групи військ, командувач Уральського і Ленінградського військових округів, начальник штабу Об'єднаних збройних сил країн — учасниць Варшавського Договору, генерал армії (8.08.1955). Член Бюро ЦК КП(б) Естонії з 20 вересня 1945 по 3 жовтня 1946 року. Кандидат у члени ЦК КПРС у 1961—1971 роках. Депутат Верховної Ради Таджицької РСР 1-го скликання. Депутат Верховної Ради СРСР 2-го, 4—7-го скликань. Герой Радянського Союзу (21.02.1978)

## Життєпис
Народився в селянській родині. Батько був колишнім матросом Балтійського флоту.
Закінчив чотирикласну початкову школу в селі Великуша, три зими навчався в двокласному училищі. З п'ятнадцятирічного віку працював у власному господарстві та на заготівлях лісу.
Після Жовтневого перевороту 1917 року брав активну участь у встановленні радянської влади у Вологодській губернії. Був членом ревкому і бійцем продовольчого загону.
Член РКП(б) з серпня 1919 року.
У Червоній армії з липня 1920 року. Служив політбійцем 3-го запасного полку. У вересні — листопаді 1920 року — на Південному фронті в складі 46-ї стрілецької дивізії: писар комісара 136-ї стрілецької бригади, червоноармієць 407-го стрілецького полку. Брав участь у боях проти військ генерала Врангеля в Північній Таврії та в Криму. Також воював проти військ отамана Нестора Махна.
З липня 1921 року — політрук роти, з січня 1922 року — політрук батальйону, військовий комісар (воєнком) 19-го стрілецького полку 3-ї Кримської стрілецької дивізії. З липня 1922 року — помічник воєнкома, з травня 1923 року — відповідальний партійний організатор 7-го стрілецького полку, з жовтня 1923 року — помічник воєнкома 9-го стрілецького полку.
З липня 1924 року — військовий комісар 8-го Чернігівського кавалерійського полку 2-ї кавалерійської дивізії Червоного козацтва, з жовтня 1924 року — інструктор політичного відділу 2-ї кавалерійської дивізії Червоного козацтва. З 1925 року — помічник із господарської частини командира 10-го Верхньо-Уральського кавалерійського полку Червоного козацтва.
У 1927 році закінчив кавалерійські курси удосконалення командного складу в місті Новочеркаську. З 1928 по 1931 рік навчався у Військовій академії РСЧА імені Фрунзе в Москві.
З травня 1931 року — помічник начальника сектора штабу Ленінградського військового округу. З травня 1932 року — заступник начальника адміністративно-господарського відділу Військової академії РСЧА імені Фрунзе.
З липня 1933 року — начальник частини, з січня 1935 року — начальник 1-го (оперативного) відділення штабу 2-го кавалерійського корпусу імені Раднаркому Української СРР у місті Житомирі.
З березня 1936 року командував 29-м кавалерійським полком 5-ї кавалерійської дивізії 2-го кавалерійського корпусу імені Раднаркому УСРР.
У жовтні 1936 — липні 1937 року — слухач першого набору Академії Генерального штабу РСЧА. У 1937 році достроково випущений з цієї академії.
З липня 1937 року — заступника начальника штабу Середньоазіатського військового округу.
У квітні 1938 — серпні 1941 року — начальник штабу Середньоазіатського військового округу. Навесні 1940 року брав участь в секретному поході оперативного угруповання на Памір з метою виявлення можливостей військ вирішувати оперативно-тактичні завдання у високогірних умовах.
У серпні 1941 року призначений начальником штабу сформованої на базі військ Середньоазіатського округу 53-й Окремої армії, яка в серпні — вересні 1941 року була введена в Іран і спільно з частинами Закавказького військового округу встановила контроль над північними районами Ірану.
Учасник німецько-радянської війни. З січня по липень 1942 року — начальник штабу Брянського фронту. З липня 1942 по лютий 1943 року — начальник штабу Воронезького фронтів. У лютому — березні 1943 року командував щойно сформованою 69-ю армією Воронезького фронту, що зазнали значних втрат в ході німецького контрнаступу під Харковом в березні 1943 року. З квітня 1943 року — помічник командувача військ Резервного (з червня 1943 року — Степового) фронту. З липня 1943 року — заступник командувача військ Брянського (з жовтня 1943 року — 2-го Прибалтійського) фронту. З січня 1944 по 1946 рік командував 10-ю гвардійською армією 2-го Прибалтійського і Ленінградського фронтів.
У 1946—1947 роках — заступник командувача військ Закавказького військового округу.
У 1947—1949 роках — начальник штабу Закавказького військового округу.
У 1949—1950 роках — помічник командувача військ Південно-Уральського військового округу.
У листопаді 1950 — червні 1952 року — начальник штабу Одеського військового округу.
У травні 1953 — січні 1956 року — командувач військ Уральського військового округу.
У 1956 році — заступник головнокомандувача Сухопутних військ Радянської армії з бойової підготовки.
24 листопада 1956 — 26 жовтня 1960 року — командувач Південної групи військ в Угорщині. Брав участь у придушенні Угорської революції 1956 року.
У жовтні 1960 — жовтні 1965 року — командувач військ Ленінградського військового округу.
У жовтні 1965 — серпні 1968 року — начальник штабу Об'єднаних збройних сил країн — учасниць Варшавського Договору — 1-й заступник начальника Генерального штабу Збройних сил СРСР.
З серпня 1968 по 25 грудня 1979 року — військовий інспектор-радник в Групі Генеральних інспекторів Міністерства оборони СРСР.
За вміле керівництво військами, особисту мужність і відвагу, проявлені в боротьбі з німецько-фашистськими загарбниками в роки Великої Вітчизняної війни, великий внесок у підготовку і підвищення бойової готовності військ у післявоєнний період і в зв'язку з 60-річчям Радянської армії і ВМФ Указом Президії Верховної ради СРСР від 21 лютого 1978 року генералу армії Казакову Михайлу Іллічу присвоєне звання Героя Радянського Союзу з врученням ордена Леніна і медалі «Золота Зірка».
Помер 25 грудня 1979 року. Похований в Москві на Новодівочому цвинтарі (ділянка 7).

## Військові звання
- Майор (13.12.1935)
- Полковник (13.07.1937)
- Комбриг (15.07.1938)
- Генерал-майор (4.06.1940)
- Генерал-лейтенант (19.01.1943)
- Генерал-полковник (13.09.1944)
- Генерал армії (8.08.1955)

## Нагороди
- Герой Радянського Союзу (21.02.1978)
- три ордени Леніна (6.11.1945, 11.10.1961, 21.02.1978)
- орден Жовтневої Революції (8.10.1971)
- чотири ордени Червоного Прапора (4.02.1943, 3.11.1944, 28.10.1950, 22.02.1968)
- орден Суворова І ст. (30.07.1944)
- орден Суворова ІІ ст. (29.06.1945)
- орден Кутузова І ст. (18.09.1943)
- два ордени Червоної Зірки (22.01.1942, 28.10.1968)
- орден «За службу Батьківщині у Збройних Силах СРСР» ІІІ ст. (30.04.1975)
- медалі